# Cogui

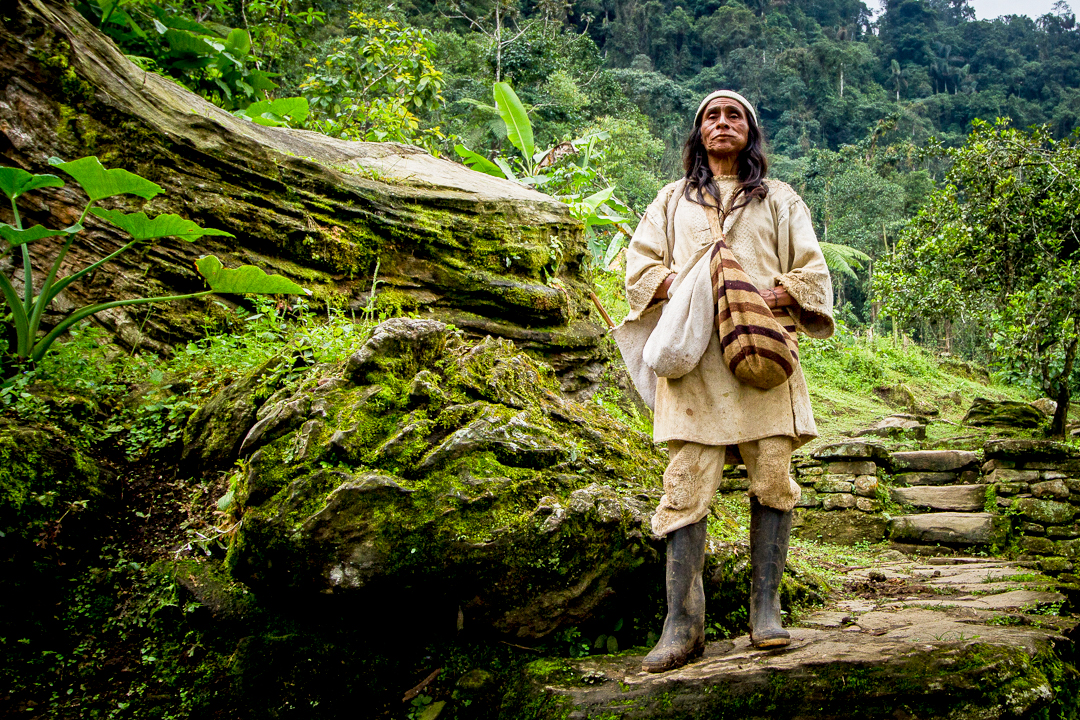
Un ritratto di uno sciamano cogui a Ciudad Perdida, Colombia

I cogui /ˈkɔɡi/ (o anche kogui, coghiu, koga, kagaba) sono un gruppo etnico della Colombia, con una popolazione stimata di circa 11 000 persone. Questo gruppo etnico è per la maggior parte di fede animista anche se credono nella creazione del mondo effettuata da un dio, che chiamano Kaka Serangua. 
Grande importanza hanno i Mamo, autorità spirituali che secondo le credenze comunicano telepaticamente con Kaka Serangua. 
Questo popolo parla la lingua cogui (codice ISO 639: KOG).
I cogui vivono sui versanti del Sierra Nevada de Santa Marta, ad un'altitudine compresa tra i 750 e 1700 metri.
La loro economia è basata sull'utilizzo della foglia di coca (hoja de coca), che tengono costantemente in bocca e mischiano ad una sostanza ottenuta dalla bava di lumaca e da una pietra chiamata cal.
Inoltre praticano l'agricoltura, e si cibano di mais e yuca.
Uno dei loro villaggi, Mutanji, è situato a circa due giorni di cammino da Mamey, l'ultimo paesello raggiungibile con mezzi a motore.
Proseguendo il cammino, oltre Mutanji si giunge alla famosa Ciudad Perdida, luogo sacro per i popoli della Sierra Neveda di Santa Marta, che viene relazionato con la divinità.
Nella Ciudad Perdida vi sono dei tumuli di pietre, o protopiramidi tronche, che occupano un'area di circa 200 ettari. Il nome che gli indigeni Kogui danno alla Ciudad Perdida è  Teyuna.